# Xã New Athens, Quận St. Clair, Illinois
Xã New Athens (tiếng Anh: New Athens Township) là một xã thuộc quận St. Clair, tiểu bang Illinois, Hoa Kỳ. Năm 2010, dân số của xã này là 2.657 người.